# Fiesta de pillos
La fiesta de pillos es una celebración que tiene lugar entre diciembre y principios de enero en ciertas áreas de la provincia de Pacajes, en Bolivia, con motivo de la renovación de las autoridades originarias. 
Los pillos son grandes panes con forma de rosca que se le cuelga en el cuello a las personas que ceden el cargo de autoridad en señal de gratitud por la labor ejercida. Los pillos sustituyen a las guirnaldas de flores y frutas que cumplen la misma función ritual en otras culturas de los Andes bolivianos. 